# Бериша, Сафет
Сафет Бериша (алб. Safet Berisha; 11 ноября 1949 года, Дуррес, Албания — 19 октября 2016 года, Ареццо, Италия) — албанский футболист, бывший защитник «Локомотив Дуррес» и «Партизани», а также сборной Албании.

## Клубная карьера
Сафет Бериша является воспитанником «Локомотив Дуррес». В 1968 году Бериша был призван на военную службу и перешёл в армейский клуб «Партизани», с которым он выиграл 3 чемпионата Албании, 3 кубка Албании и один Кубок Балкан.

## Карьера в сборной
Сафет Бериша дебютировал за Албанию в отборе на чемпионат Европы 13 декабря 1970 года против Турции. Последней игрой Бериши стал матч отбора на чемпионат мира против Западной Германии 18 ноября 1981 года. Всего за Албанию сыграл 21 матч.

## Переезд в Италию и смерть
В 1992 году Сафет Бериша эмигрировал в Италию вместе со своей семьей, сначала 6 лет прожив в Бари, затем переехал в Ареццо, где работал водителем скорой помощи. Бериша умер в октябре 2016 года в Италии после непродолжительной болезни.

## Достижения
- Чемпион Албании по футболу: 1970/71, 1978/79, 1980/81
- Обладатель Кубка Албании по футболу: 1969/70, 1972/73, 1979/80
- Кубок Балкан: 1970